# Малиновка (Гомельский район)
Малиновка (бел. Малі́наўка) — посёлок в Тереничском сельсовете Гомельского района Гомельской области Беларуси.

## География

### Расположение
В 23 км на запад от Гомеля.

### Гидрография
Река Беличанка (приток реки Уза).

## Транспортная сеть
Транспортные связи по просёлочной, затем автомобильной дороге Жлобин — Гомель. Деревянные крестьянские усадьбы вдоль просёлочной дороги.

## История
Основан в начале XX века переселенцами из соседних деревень. В 1931 году жители вступили в колхоз. Во время Великой Отечественной войны 12 жителей погибли на фронте. В 1959 году в составе колхоза «1 Мая» (центр — деревня Тереничи).

## Население

### Численность
- 2004 год — 8 хозяйств, 14 жителей.

### Динамика
- 1926 год — 28 дворов, 135 жителей.
- 1959 год — 57 жителей (согласно переписи).
- 2004 год — 8 хозяйств, 14 жителей.